# Pròtesi de retina Argus
La pròtesi de retina Argus, també coneguda com a ull biònic, és un implant electrònic de retina fabricat per l'empresa nord-americana Second Sight Medical Products. S'utilitza com a pròtesi visual per millorar la visió de les persones amb casos severs de retinitis pigmentària. La versió Argus II del sistema va ser aprovada per comercialitzar-se a la Unió Europea el març de 2011, i va rebre l'aprovació als Estats Units al febrer de 2013 en virtut d'exempció de dispositiu humanitari. El sistema Argus II costa uns 150.000 dòlars americans, excloent el cost de la cirurgia d'implantació i l'entrenament per aprendre a utilitzar el dispositiu.

## Ús mèdic
L'Argus II s'ha dissenyat específicament per tractar a les persones amb retinitis pigmentària. El dispositiu es va aprovar amb dades d'un assaig clínic d'un sol grup de trenta persones amb retinitis pigmentària severa; el seguiment més llarg d'un participant va ser de 38.3 mesos. Els participants de l'assaig van rebre l'implant sols en un ull i les proves es van dur a terme amb el dispositiu connectat, o apagat com a control. Amb el dispositiu connectat, al voltant del 23% dels individus van millorar la seva visió; tots havien estat a 2.9 o més a l'escala LogMAR i les millores anaven des de poc menys de 2.9 fins a 1.6 LogMAR – l'equivalent a 20/1262 de capacitat lectora. El 96% dels participants eren més capaços d'identificar un quadrat blanc en una pantalla negra d'ordinador; el 57% eren més capaços de determinar la direcció en què una barra blanca es movia a través d'una pantalla negra d'ordinador. Amb el dispositiu connectat, al voltant del 60% era capaç de caminar amb exactitud cap a una porta que estava a no més de 7 metres de distància, a diferència de només el 5% que ho aconseguia amb el dispositiu apagat; el 93% no va tenir cap canvi en la percepció de la llum.

## Efectes secundaris
Entre els trenta participants de l'assaig clínic, es van enregistrar nou reaccions adverses greus, incloent-hi pressió intraocular més baixa del normal, erosió de la conjuntiva, reobertura de la ferida quirúrgica, inflamació dins l'ull i despreniments de retina. També existeix un risc d'infecció bacteriana pels cables implantats que connecten l'implant amb el processador de senyals.

## Procediment quirúrgic
El procediment d'implantació triga unes quantes hores, amb la persona que rep l'implant sota anestèsia general. El cirurgià elimina l'humor vitri i qualsevol membrana a la retina on es col·locarà l'implant. L'implant s'enganxa a la superfície de la retina amb un punt de sutura. Els cables que connecten l'implant amb el processador passen a través de la pars plana, una regió prop d'on l'iris i l'escleròtica estan en contacte.

## Dispositiu
L'element extern principal de l'implant Argus és una càmera digital instal·lada en la muntura de les ulleres, que obté imatges de l'entorn de l'usuari. Els senyals de la càmera es transmeten sense fils a un processador d'imatges informatitzat. El processador està, al seu torn, connectat per cables al propi implant, el qual s'implanta quirúrgicament a la superfície de la retina de la persona i s* adhereix a lloc. L'implant consta de 60 elèctrodes, cadascun d'ells de 200 microns de diàmetre. La resolució de la imatge rectangular de 6 punts per 10 punts (produïda pel conjunt de 6 per 10 de 60 elèctrodes, dels quals 55 estan habilitats) en la visió d'una persona és molt baixa en relació amb l'agudesa visual normal. Això permet la detecció visual de vores de grans àrees d'alt contrast, com ara marcs de portes i voreres, per donar a l'individu la capacitat de fer-se camí en el seu entorn de forma més segura.

## Història
El fabricant de l'implant, Second Sight Medical Products, es va fundar a Sylmar, Califòrnia, el 1998, per Alfred Mann, Samuel Williams i Gunnar Bjorg. Williams, un inversor en una empresa d'implants coclears dirigida per Mann, li va plantejar a Mann fundar una empresa per desenvolupar un producte similar per l'ull, i Mann va convocar una reunió amb ells dos i Robert Greenberg, qui treballava a la fundació de Mann. Greenberg havia treballat prèviament en prostètica retinal com a estudiant graduat a la Universitat Johns Hopkins, va escriure el pla empresarial, i va ser nomenat director general de la nova empresa quan es va crear. Greenberg va dirigir l'empresa com a director general fins al 2015 (i va ser president del Consell fins al 2018). La primera versió de la pròtesi, l'Argus I, es va provar clínicament en sis persones a partir del 2002. La segona versió, l'Argus II, va ser dissenyada per ser més petita i més fàcil d'implantar, i va ser inventada conjuntament per Mark Humayun de l'USC Eye Institute, qui havia participat en les proves clíniques de l'Argus I. L'Argus II es va provar per primera vegada a Mèxic el 2006, i després es va dur a terme un assaig clínic de 30 persones a 10 centres mèdics d'Europa i els Estats Units.

## Societat i cultura

### Situació reglamentària
L'Argus II va rebre l'aprovació per a ús comercial a la Unió Europea al març de 2011. Al febrer de 2013, l'Administració de Medicaments i Aliments dels Estats Units va aprovar l'Argus II en virtut d* exempció de dispositiu humanitari, autoritzant el seu ús fins a un màxim de 4.000 persones per any als Estats Units.

### Preus i assegurança
Inicialment, l'Argus II estava disponible a un nombre limitat de clíniques a França, Alemanya, Itàlia, Països Baixos, Regne Unit i Aràbia Saudita, a un preu de mercat de 115.000 dòlars americans. Quan l'Argus II es va llançar als Estats Units al febrer de 2013, Second Sight va anunciar que tindria un preu al voltant de 150.000 dòlars americans, excloent el cost de la cirurgia i l'entrenament d'ús. L'agost de 2013, Second Sight va anunciar que s'havien aprovat els retorns del pagament de l'Argus II per les persones cegues beneficiàries del Medicare als Estats Units.

## Recerca
A Anglaterra el 2017 va començar un assaig finançat pel NHS per a deu pacients.